# Strangers (chanson)
Pour les articles homonymes, voir Strangers.
Singles de White Lies
Bigger Than Us
(2011) Holy Ghost
(2011)

Strangers est le second single tiré de l'album Ritual du groupe de rock alternatif anglais White Lies.

## Liste des chansons
7" Européen (45 tours)
1. "Strangers"
2. "Strangers (Holy Other Remix)"